# Даніель Дос Сантос
Даніель Дос Сантос (англ. Daniel Dos Santos; нар. 1978) — американський художник-фантаст, чиї роботи з'являлися на обкладинках книг видавництв Tor, Bantam, Pyr та багатьох інших, а також на обкладинках журналів і коміксів та інтер'єрах. Його сім разів номінували на премію Г'юго.
Любов до коміксів привела Дос Сантоса до інтересу до мистецтва. Під час останнього року навчання в середній школі він проходив стажування у Стівена Страуда. Після закінчення школи він відвідав Школу візуальних мистецтв у Нью-Йорку, де почав зосереджуватися на мистецтві фантастики. Дос Сантос і Страуд заснували студію в Шелтоні, штат Коннектикут, після того, як він закінчив навчання.
Дос Сантос разом з Ірен Галло організували серію живих демонстрацій мистецтва в Товаристві ілюстраторів на Мангеттені під назвою «Мистецтво вголос». Серія розпочалася як демонстрація спільного малювання, але з часом змінилася, щоб краще відображати спосіб, у який насправді працюють художники.
З 2009 року Дос Сантос щорічно номінується на премію Г'юго як найкращий професійний художник. У 2000 році Дос Сантос отримав нагороду родини Роудса за особливі досягнення в ілюстрації, а також нагороду Фонду Старра за 2001 рік. У 2007 році він отримав нагороду Джека Гогана за найкращого художника-початківця та виграв першу нагороду Чеслі за найкращу ілюстрацію обкладинки — м'яка обкладинка того ж року.